# Prima (animal)
Prima ansieae es una especie de araña araneomorfa de la familia Hersiliidae. Es la única especie del género monotípico Prima.

## Distribución
Es nativa de Madagascar. 